# Arunas Rudvalis
Arunas Rudvalis (8 giugno 1945) è un matematico statunitense.
Rudvalis studiò al Harvey Mudd College e ha ricevuto il suo Ph.D. dalla Dartmouth College sotto la direzione di Ernst Snapper.